# Edificio Kronos
L' Edificio Kronos è un grattacielo ad uso residenziale di Benidorm, in Spagna.

## Caratteristiche
L'edificio, alto 145 metri, è il secondo edificio più alto della città (preceduto solo dal Neguri Gane che per altro si trova anche vicino a questo edificio) e il quindicesimo più alto della Spagna. Al suo interno oltre a numerosi appartamenti sono presenti due piscine, una Spa, una palestra e vari giardini interni.